# Marc Chautagne

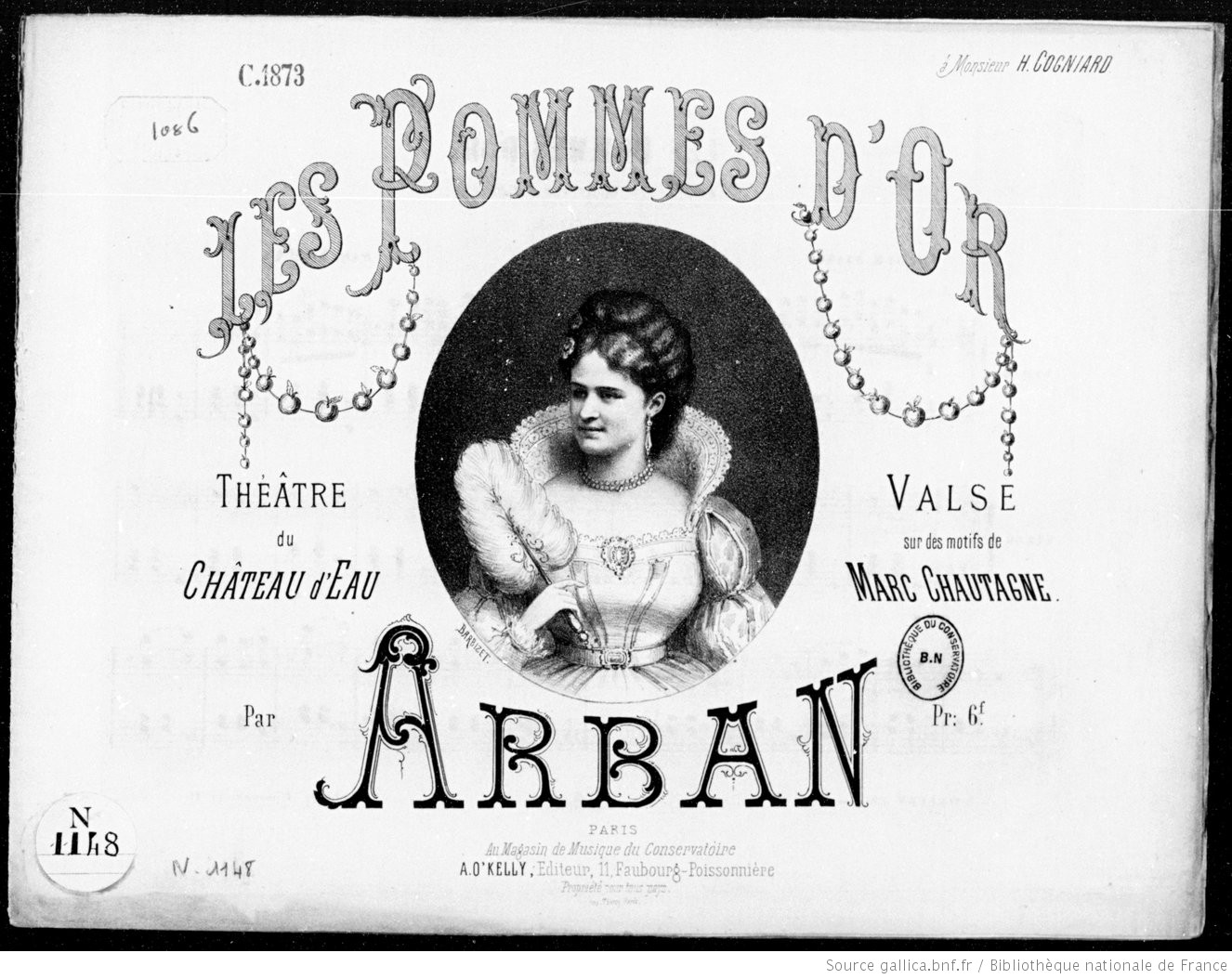
Les pommes d'or, par Arban, musique de Marc Chautagne.

Marc Jules Chautagne, né le 7 septembre 1825 à Paris et mort le 22 janvier 1900 à Paris en son domicile dans le 2e arrondissement de Paris,, est un compositeur français.

## Biographie
Professeur de musique, on lui doit les musiques de nombreuses opérettes, d'opéras-comiques et de vaudevilles ainsi que des polkas, des valses, quadrilles, et d'autres danses. Il a aussi composé des chansons sur des paroles de, entre autres, Arsène Houssaye, Saint-Agnan Choler, Félix-Auguste Duvert, Frantz Beauvallet, Émile Zola, etc.
Son œuvre comporte près de 400 créations. 